# فرانک مس
فرانک مس (به انگلیسی: Frank Moss) بازیکن فوتبال زادهٔ ۵ نوامبر ۱۹۰۹ اهل کشور انگلستان که سابقهٔ بازی در تیم ملی فوتبال انگلستان را در کارنامهٔ خود دارد. وی در تاریخ ۱۴ آوریل ۱۹۳۴ نخستین بازی ملی خود را در مقابل تیم ملی فوتبال اسکاتلند انجام داد و با حضور در ۴ بازی ملی، در تاریخ ۱۴ نوامبر ۱۹۳۴ واپسین بازی ملی‌اش را در برابر تیم ملی فوتبال ایتالیا برگزار کرد.